# Hammer of the Gods
Hammer of the Gods (bra: Thor - O Martelo dos Deuses) é um telefilme estadunidense de 2009, dos gêneros drama (cinema) e aventura, dirigido por Todor Chapkanov, com roteiro de Rafael Jordan e Steve Bevilacqua.

## Sinopse
O filme conta a história do deus do trovão Thor, depois que ele derrotou a Serpente Midgard e morreu, em seguida, foi reencarnado em um homem mortal. Thor, junto com seus dois irmãos e amigos, viajam para uma ilha misteriosa na borda da Midgard, buscando glória e fama. Ao chegarem, deparam-se com criaturas estranhas e eles começam a procurar a Ilha das Respostas. Enquanto isso, Thor continua tendo visões de um poderoso guerreiro e um grande martelo e Freyja diz a ele que suas visões são pistas. Então começam a procurar o martelo.[carece de fontes?]

## Elenco
- Zachery Ty Bryan como Thor
- Alexis Peters como Sif
- Mac Brandt como Balder
- Daz Crawford como Ulfrich
- Melissa Osborne como Freyja
- Vladimir Kolev como  Hermoid
- Raicho Vasilev como  Heimdall
- Nicole Ennemoser como  Hel
- George Zlatarev como Vali / O Narrador
- Hristo Mitzkov como Garmur
- John Laskowski como Hoder
- Maxim Genchev como Bragi
- Richie Manteliev como  Vidar
- Lazar Radkov como Borr
- Velislav Pavlov como  Aegir
- Peter Meltev como Freir
- Rafael Jordan